# Pleurospermopsis
Pleurospermopsis es un género monotípico de planta herbácea perteneciente a la familia Apiaceae. Su única especie: Pleurospermopsis sikkimensis es originaria de Asia.

## Descripción
Alcanza un tamaño de 10-50 cm de altura, son esencialmente glabras (a veces escabrescentes en la base de las umbelas, rayos y alrededor de los nodos). La base del tallo de 1 cm de espesor. Pecíolos delgados, de 2.5-15 cm, la vaina, a menudo manchado de púrpura,  hojas oblongas en líneas generales, de 5-20 × 2-5 cm, 3-7 pares de pinnas, de 9-18 x 7-20 mm, base redondeada o truncada, ápice agudo, verde adaxialmente, a menudo teñida envés púrpura. Umbelas de 4-15 (-25) cm de ancho; brácteas 4-6, 2-3.5 cm, verde, rayas 4-7, (1.5-) 4-13 cm, robustos, hasta 3 mm de espesor; umbellules 2-4 cm de diámetro ; brácteas numerosas, 1-16 × 4-8 mm, 3 lóbulos, lóbulos dentado. Dientes del cáliz púrpura-negro, de 0,5 mm. Fruta verde 3-4,5 x 1,5-2 mm, punta ennegrecida. Fl. y fr. Enero-septiembre (a octubre).

## Distribución y hábitat
Es un césped alpino, que entre rocas y arbustos enanos, en pedregales semi-estables, a una altitud de 4000 metros en Xizang (Yadong) Bhután, Nepal y Sikkim.

## Taxonomía
Pleurospermopsis sikkimensis fue descrita por (C.B.Clarke) C.Norman y publicado en Journal of Botany, British and Foreign 76: 200. 1938.
Sinonimia
- Pleurospermum sikkimense C.B. Clarke	[3]